# Barrera acústica

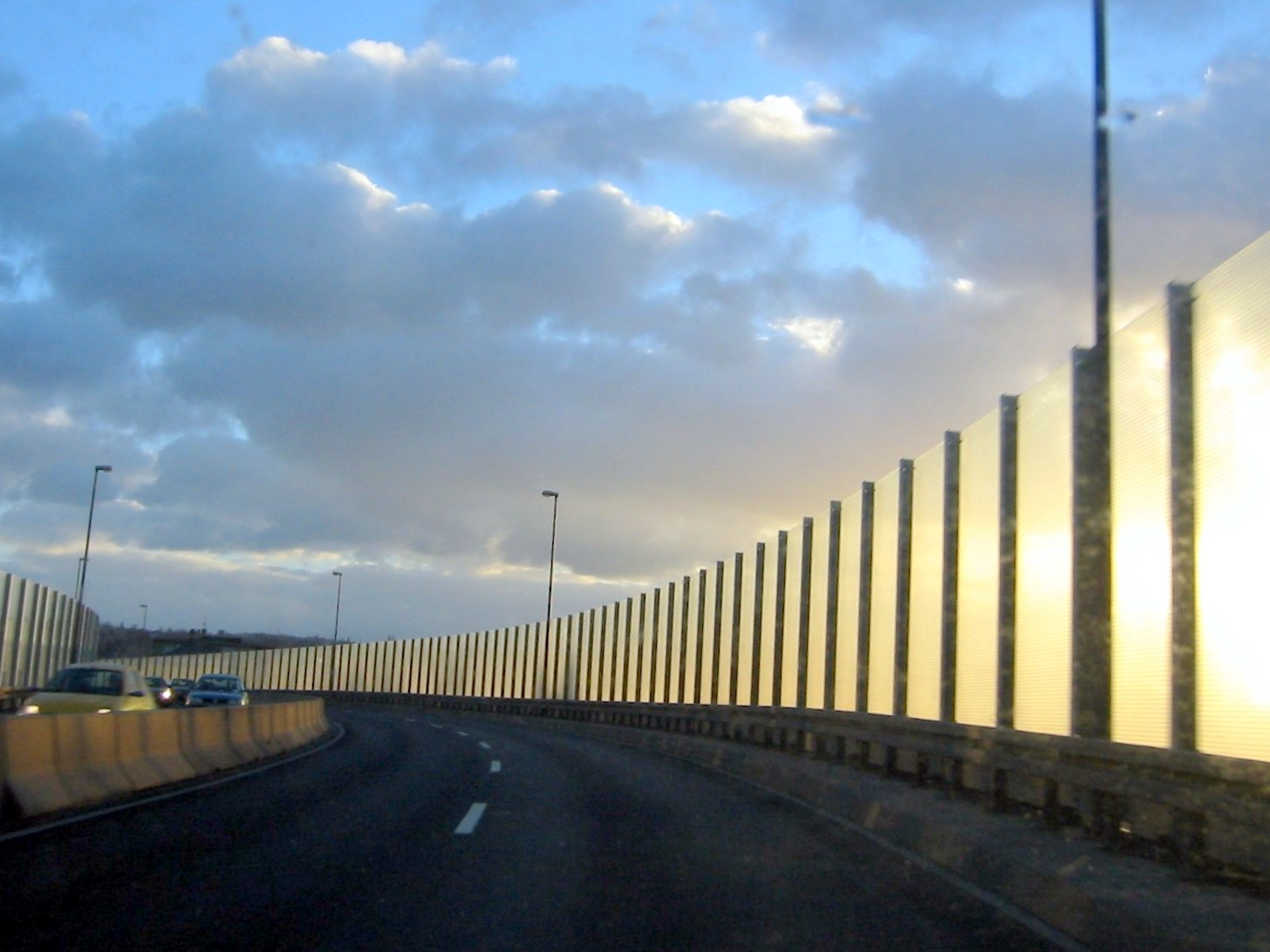
Barrera acústica en Alemania.

Una barrera acústica es una estructura exterior diseñada para reducir la contaminación acústica. Es comúnmente llamada pared sónica o barrera de sonido. Estos dispositivos son métodos efectivos de mitigación acústica de las carreteras, y mitigación de fuentes de ruidos de vías férreas e industriales (existirían otras como el cese de la actividad o el uso de controles de las fuentes). En el caso de ruido de transporte de superficie, muy poco puede hacerse par reducir la intensidad de la fuente de ruido (podría ser incrementando el porcentaje de vehículos híbridos y vehículos eléctricos, una estrategia que sirve solo a bajas a moderadas velocidades de flujo de tráfico). El uso extensivo de barreras acústicas en EE. UU. comenzaron después de las regulaciones de ruidos a principios de los 1970s.

## Historia
Las barreras acústicas han sido construidas intuitivamente, pero no en forma frecuente, en EE. UU. desde mitades del siglo XX, cuando se agravó el tráfico vehicular. A fines de los años 1960 la ciencia y la tecnología de la acústica emergen de las evaluaciones matemáticas de tests de eficacia de un diseño de barrera acústica para la adyacencia de una específica carretera.
Lo mejor de esos primeros modelos de computadora era considerar los efectos de geometría de la ruta, topografía, volúmenes de vehículos y sus velocidades, mezcla de tracciones, superficie de la carretera tipo y micrometeorología. Varios grupos de investigadores dentro de EE. UU. desarrollaron variaciones en las técnicas de modelado: Caltrans en Sacramento, California; el grupo ESL inc. en Palo Alto, California; grupo Bolt, Beranek y Newman en Cambridge, Massachusetts y un equipo de investigación de la University of Florida. Posiblemente el primer trabajo publicado sobre barreras acústicas científicamente diseñadas fue el estudio para el Foothill Expressway en Los Altos, California.
Numerosos estudios de casos en EE. UU. aparecieron de a docenas en diferentes carreteras existentes y planificadas. Muchos de esos estudios fueron comisionados por el Departamento Estatal de Autopistas y conducidas por uno de los cuatro grupos de investigadores mencionados arriba. 
A fines de los 1970s sobre una docena de grupos de investigación en EE. UU. aplicando similares tecnologías de modelo de computadora, hicieron al menos 200 diferentes localidades en un año de barreras acústicas. En 2006, esta tecnología se considera un estándar en la evaluación de polución acústica en autopistas, pero, remarcablemente, la naturaleza y seguridad del modelo de computadora usados es cercanamente idénticos a las versiones originales de 1970 de la tecnología.

## Teoría del diseño de barreras acústicas
La ciencia acústica del diseño de barreras es un complejo problema basado en tratar una carretera o vías férreas como una line source. Primeramente, la teoría se basa en bloqueo del trayecto del haz de ruido hacia un particular receptor sensor; aunque, la difracción del sonido puede señalarse. La onda sonora pasa bajando cuando atraviesan un borde, como sería el de una barrera acústica. Otra complicación es el fenómeno de refracción, el doblado de los rayos acústicos en presencia de una heterogénea atmósfera. La cizalladura del viento y las termoclinas producen tales deshomogeneidades.
Las fuentes acústicas modeladas deben incluir ruido de motor, de ruedas, y de aerodinámica, todos factores variables por tipo de vehículos y velocidad. Uno puede comenzar a visualizar la complejidad de los resultados de modelo de computadora, basados en docenas de ecuaciones físicas trasladadas dentro de miles de líneas de código computacional.
Algunas barreras consisten en una pared de albañilería o montículo de tierra, o su combinación, como sería un muro encima de un talud. Los muros de abatimiento acústicos son comúnmente construidos usando acero, concreto, ladrillos, madera, plástico, lana aislante, o composites. En muchos casos extremos, toda la calzada es rodeada de una estructura antisónica, o cubierta dentro de un túnel usando el método corte y cobertura. La barrera acústica puede construirse en áreas privadas o públicas, con servidumbre de paso. Desde que los niveles acústicos se miden con una escala logarítmica, una reducción de nueve decibeles equivale a eliminar cerca del 80% del ruido no deseado. Estas barreras acústicas pueden ser extremadamente eficaces en abatir la polución de ruido, aunque también la teoría calcula que ciertas localidades y topografías no son aptas para ninguna barrera razonable. Claramente los costos y la estética juegan un rol en la elección final de cualquier barrera acústica.

## Intercambios en el diseño de barreras acústicas

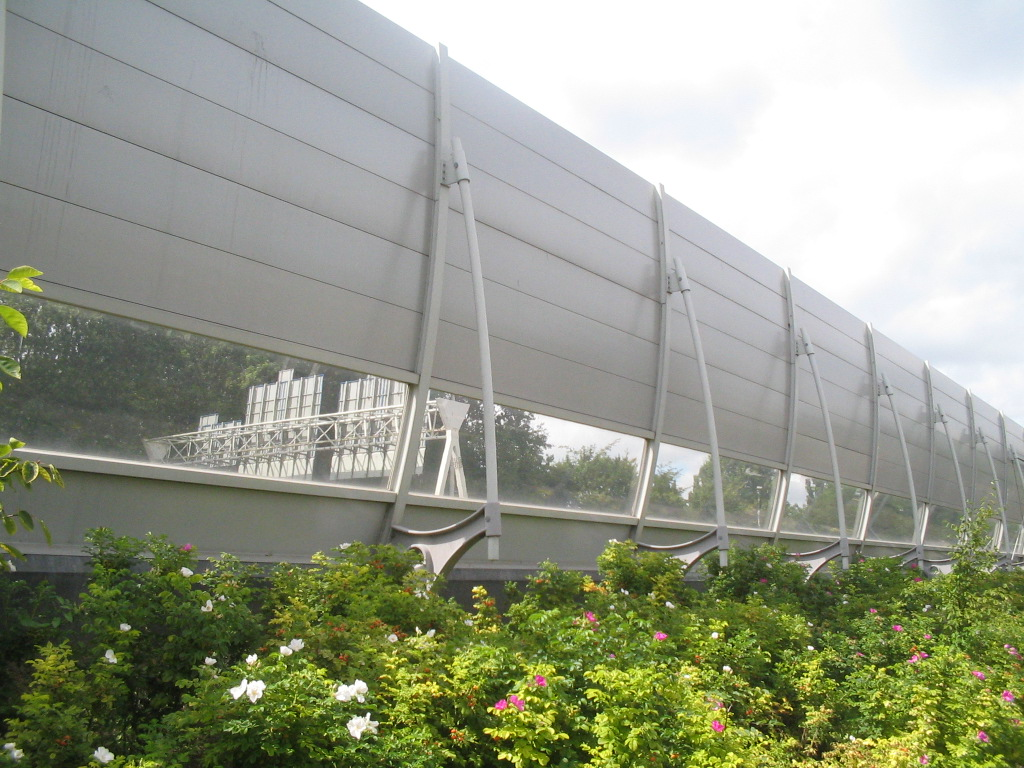
Este muro de abatimiento del ruido en Holanda tiene una sección transparente al nivel de los ojos de los conductores para mitigar el impacto visual.

Hay claras desventajas de las barreras sónicas:
- Impacto estético para motoristas y vecinos, particularmente si se bloquean las vistas escénicas
- Considerable costo de diseño, construcción y mantenimiento
- Necesidad de diseñar drenajes si la barrera puede interrumpir el paso

Normalmente los beneficios de reducir ruido produce un impacto estético a los residentes que se intenta proteger del ruido indeseable. Los beneficios incluyen menos desorden del sueño, mejor modo de disfrutar el aire libre, reducción de la interferencia del habla, menor distrés, menor riesgo de sordera, reducción en presión sanguínea (mejora en salud cardiovascular).
En relación con los costos de construcción, un factor mayor es la disponibilidad de tierra cerca, para realizar taludes. Si la hay, será más barato construir más barrera con tierra que levantar muros. Se necesitará más terreno para el talud: generalmente un montículo requiere una relación 4:1 (ancho:alto). Por ej., un talud de 16 dm de altura, necesita un ancho de 64 dm.
Una barrera acústica de talud de tierra puede construirse del exceso de tierra por hacer subsuelos en casas residenciales. Así el costo es muy menor. Un matiz de este particular proyecto es que el talud del lado residencial puede sobrexcavarse, dando aún más privacidad entre la autopista y los domicilios, y aún mejorar la supresión acústica. Finalmente, note que la estética de un talud de tierra puede portar una escenografía, como arbustos, árboles, reduciendo el impacto visual de la estructura, comparado con un muro.

## Variantes
Las barreras antirruido se fabrican en diversos materiales y formas. Los materiales fonoabsorbentes son ventajosos porque reducen especialmente el sonido reflejado y penetrante. Se trata sobre todo de materiales porosos, como lonas de protección acústica de plástico fonoabsorbente.
Los materiales deben tener una larga vida útil y resistir a la intemperie. En las aplicaciones ferroviarias, también hay que tener en cuenta que el paso de trenes de alta velocidad puede provocar grandes diferencias de presión. En las aplicaciones de interior, hay que prestar especial atención a la alta inflamabilidad.